# Dongdai
Dongdai (kinesiska: 东岱) är en köping i sydöstra Kina. Den ligger i Lianjiang härad i provinshuvudstaden Fuzhou i provinsen Fujian, omkring 36 kilometer nordost om centrala Fuzhou. Antalet invånare är 18 791. Befolkningen består av 9 876 kvinnor och 8 915 män. Barn under 15 år utgör 19,0 %, vuxna 15-64 år 66 %, och äldre över 65 år 14,0 %.